# 238. pehotni polk (Italija)
238. pehotni polk Grosseto je bil pehotni polk Kraljeve italijanske kopenske vojske.

## Zgodovina
Med prvo svetovno vojno je bil polk nastanjen na soški fronti.